# Freireligiöse Landesgemeinde Pfalz
Die Freireligiöse Landesgemeinde Pfalz K.d.ö.R. ist eine freireligiöse Religionsgemeinschaft mit Sitz in Ludwigshafen am Rhein und etwa 1500 Mitgliedern. Sie ist über den Bund Freireligiöser Gemeinden Deutschlands Mitglied im Dachverband freier Weltanschauungsgemeinschaften und in der Internationalen Humanistischen und Ethischen Union. Gegründet wurde sie 1947 als Zusammenschluss einzelner Gemeinden in der Pfalz. Sie ist die Nachfolgeorganisation des Bundes der Freireligiösen Gemeinden der Pfalz e.V., der 1933 wie auch die Einzelgemeinden in der Pfalz verboten wurde.
Die Finanzierung erfolgt durch Beiträge und Spenden. Bei Mitgliedern aus Rheinland-Pfalz, die lohn- oder einkommensteuerpflichtig sind, wird der Beitrag vom Finanzamt (Lohnsteuerkartenkürzel "fg") analog einer Kirchensteuer eingezogen.
Präsidentin ist seit 2021 Tenko Saphira Bauer, Landessprecherin seit 2017 Marlene-Charlotte Siegel.
Neben zahlreichen Veranstaltungen bietet die Landesgemeinde unter anderem folgende Dienstleistungen:
- Beratung für Kriegsdienstverweigerer
- Jugendweihe für Mitglieder und Jugendfeiern für jugendliche Nichtmitglieder
- Jugendfreizeiten und -seminare (in Zusammenarbeit mit anderen Gemeinden)
- Trauungen und Lebensweihen auch für Nichtmitglieder
- Bestattungen, Trauerbegleitung und Trauerberatung auch für Nichtmitglieder

Veranstaltungen finden überwiegend im gemeindeeigenen Johannes-Ronge-Haus in Ludwigshafen, in dem sich auch die Geschäftsstelle und der Johannes-Ronge-Saal, nebst Sitzungsraum, Jugendraum und mehreren Wohnungen befinden. Weitere Veranstaltungsorte sind u. a. Neustadt an der Weinstraße und Frankenthal. Ebenfalls werden gemeinsame Veranstaltungen mit der räumlich nahe gelegenen Freireligiösen Landesgemeinde Baden abgehalten.

## Landesprediger/-sprecher
| bis 1921:                            | Prediger der Gemeinde Ludwigshafen               |
| von 1921 bis 1933 und 1945 bis 1947: | Bund der Freireligiösen Gemeinden der Pfalz e.V. |
| ab 1947:                             | Freireligiöse Landesgemeinde Pfalz K.d.ö.R.      |

| 1891–1903 | Georg Schneider                      |
| 1903–1904 | Georg Welker                         |
| 1905–1910 | Georg Schneider                      |
| 1910–1912 | Dr. Max Maurenbrecher                |
| 1912–1919 | Dr. Karl Weiss                       |
| 1921–1922 | Dr. Georg Pick                       |
| 1922–1925 | Erich Schramm                        |
| 1922–1933 | Dr. Ludwig Keibel                    |
| 1933–1945 | Verbot durch die Nationalsozialisten |
| 1945–1946 | Helmut Dibelius                      |
| 1946–1947 | Philipp Hormuth                      |
| 1947–1977 | Dr. Wilhelm Bonneß                   |
| 1977–2017 | Renate Bauer                         |
| 2017–     | Marlene-Charlotte Siegel             |

## Präsidenten
a) Obmänner des Bundes der Freireligiösen Gemeinden der Pfalz e.V.
| 1921–1932 | Emil Gerisch (Tod)                   |
| 1932–1933 | Wilhelm Schäfer                      |
| 1933–1945 | Verbot durch die Nationalsozialisten |
| 1945–1947 | Wilhelm Schäfer                      |

b) Präsidenten der Freireligiösen Landesgemeinde Pfalz, K.d.ö.R., 1947 aus dem Zusammenschluss der Körperschaftsgemeinden Ludwigshafen und Frankenthal hervorgegangen (die übrigen Gemeinden gliederten sich ein)
| 1949–1961    | Wilhelm Schäfer (Tod) |
| 1961–1969    | Dr. Artur Sticht      |
| 1969–1983    | Otto Metz             |
| 1983–1985    | Peter Rauch           |
| 1985–1991    | Helmut Hüther (Tod)   |
| 1991–1992    | Irmgard Kofink-Klehr  |
| 1992–2021    | Siegward Dittmann     |
| 2021 – heute | Tenko Saphira Bauer   |

Ehrenpräsidenten nach ihrem Ausscheiden bis zum Tod:
| Dr. Artur Sticht (gest. 1990) |
| Otto Metz (gest. 1985)        |